# Neustift-Innermanzing
Neustift-Innermanzing osztrák község Alsó-Ausztria St. Pölten-i járásában. 2024 januárjában 1568 lakosa volt. 

## Elhelyezkedése

Neustift-Innermanzing a Sankt Pölten-i járásban

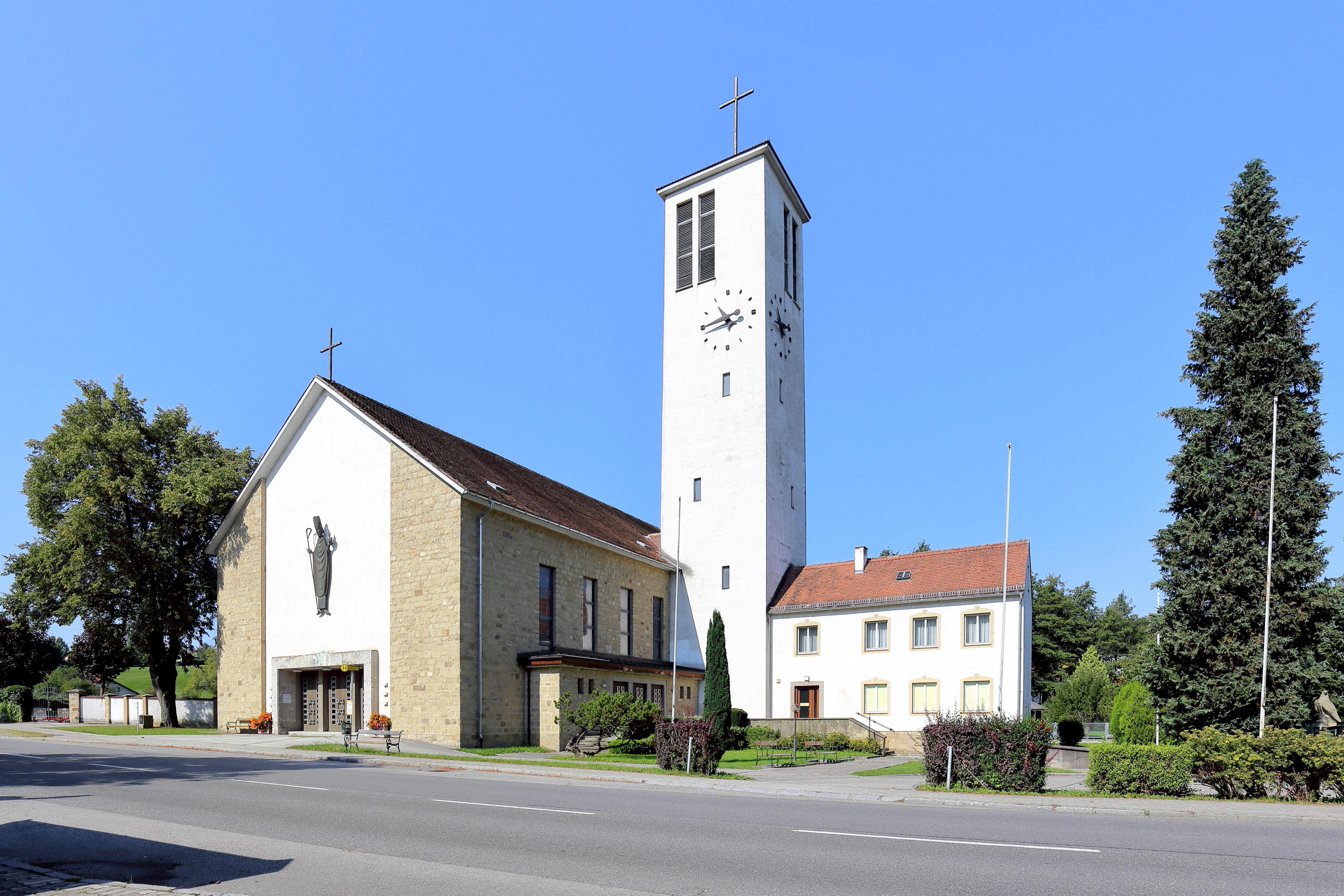
A Szt. Ágoston-templom

Neustift-Innermanzing a tartomány Mostviertel régiójában fekszik, a Bécsi-erdő nyugati részén, a Laabenbach folyó mentén. Területének 46,9%-a erdő, 42,2% áll mezőgazdasági művelés alatt. Az önkormányzat 12 települést egyesít: Almerberg (63 lakos 2024-ben), Aschberg (33), Außermanzing (67), Barbaraholz (41), Eck (48), Gießhübl (5), Gumpersberg (11), Innermanzing (741), Mannersdorf (57), Neustift (421), Oberkühberg (48) és Unterkühberg (33).
A környező önkormányzatok: keletre Altlengbach, délre Brand-Laaben, nyugatra Stössing, északnyugatra Neulengbach.

## Története
Neustiftet 1519-ben említik először, akkor még Manzing auf der Neustift néven, amely 1555-től rövidült Neustiftre. 1590 szeptemberében egy földrengés számos házat megrongált a Laabenbach völgyében. Bécs 1683-as ostromakor a törökök feldúlták a vidéket. A lakosok az erdőbe menekültek, állítólag ekkor kapta nevét a Geldgraben ("Pénzes-árok") völgy, mert itt rejtették el értékeiket. 
A község neve 1893-ban pedig Neustift bei Altlengbach-ra, 1910-ben pedig Neustift-Innermanzingra változott. Az első világháborúban 21-en, a másodikban 43-an vesztek oda. A második világháború végén súlyos harcok dúltak a térségben, a tüzérségi tűzben 13 neustifti épület pusztult el. A bevonuló Vörös Hadsereg fosztogatott, elkobozta a lakosok jószágait. 
A község 1988-ban kapta a címerét. 

## Lakosság
A neustift-innermanzingi önkormányzat területén 2024 januárjában 1568 fő élt. Lakosságszáma 1961 óta gyarapodó tendenciát mutat. 2022-ben az ittlakók 92,2%-a volt osztrák állampolgár; a külföldiek közül 2% a régi (2004 előtti), 3,9% az új EU-tagállamokból érkezett. 0,6% a volt Jugoszlávia (Horvátország és Szlovénia kivételével) vagy Törökország; 1,3% egyéb ország polgára volt. 2001-ben a lakosok 79,2%-a római katolikusnak, 2% evangélikusnak, 0,7% mohamedánnak, 13,5% pedig felekezeten kívülinek vallotta magát. Ugyanekkor 2 magyar élt a községben; a legnagyobb nemzetiségi csoportot a németek (96,3%) mellett a horvátok alkották 6 fővel (0,5%). 
A népesség változása:

| 2016 | 1 546 |
| 2018 | 1 543 |

## Látnivalók
- a Szt. Ágoston-templom
- Oberkühberg kápolnája

## Fordítás
- Ez a szócikk részben vagy egészben  a   Neustift-Innermanzing című német Wikipédia-szócikk ezen változatának fordításán alapul.  Az eredeti cikk szerkesztőit annak laptörténete sorolja fel. Ez a jelzés csupán a megfogalmazás eredetét és a szerzői jogokat jelzi, nem szolgál a cikkben szereplő információk forrásmegjelöléseként.